# Морфилд (Западная Виргиния)
Морфилд (англ. Moorefield) — город в штате Западная Виргиния (США). Административный центр округа Харди. В 2010 году в городе проживало 2544 человека.

## Географическое положение
Морфилд находится на востоке штата Западная Виргиния и является административным центром округа Харди. Он расположен на слиянии Южного Потомака и Южного рукава Южного Потомака. По данным Бюро переписи населения США город Морфилд имеет общую площадь в 6,22 квадратных километров, из которых 6,09 кв. километров занимает земля и 0,13 кв. километров — вода.

### Климат
По классификации климатов Кёппена климат Морфилда относится к субтропическому влажному. Климат города характеризуется относительно высокими температурами и равномерным распределением осадков в течение года. Летом он находится под влиянием влажного, морского воздуха с океана. Среднее годовое количество осадков — 807,7 мм. Средняя температура в году — 12,2 °C, самый тёплый месяц — июль (средняя температура 23,7 °C), самый холодный — январь (средняя температура 0,4 °C).

## История

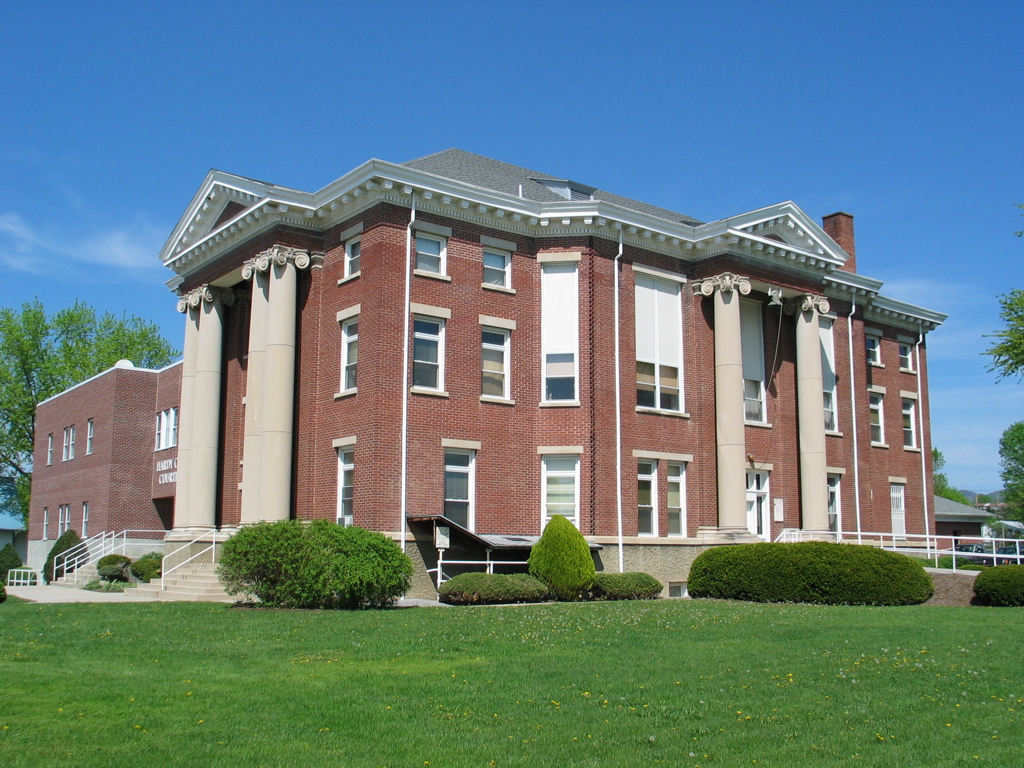
Здание окружного суда Харди

Морфилд получил городскую хартию в октябре 1777 года от Генеральной ассамблеи Виргинии, и он является четвёртым наиболее старым городом Западной Виргинии. Морфилд был назван в честь обладателя земли, на которой он был основан, Кондрада Мура. Город всегда специализировался на сельском хозяйстве. В 1985 году Морфилд был разорён наводнением, однако через 15 лет экономика восстановилась и уровень безработицы в городе один из наименьших в штате. В городе работает несколько предприятий: «Hester Industries», «WLR Foods» и «American Woodmark». В 1999 году в Морфилде открылась Восточный общественный и технический колледж Западной Виргинии.

## Население
По данным переписи 2010 года население Морфилд составляло 2544 человека (из них 50,9 % мужчин и 49,1 % женщин), 1097 домашних хозяйств и 624 семей. Расовый состав: белые — 79,0 %, афроамериканцы — 8,6 %, коренные американцы — 0,4 % и представители двух и более рас — 1,8 %.
Из 1097 домашних хозяйств 37,5 % представляли собой совместно проживающие супружеские пары (12,5 % с детьми младше 18 лет), в 13,8 % семей женщины проживали без мужей, в 5,7 % семей мужчины проживали без жён, 43,1 % не имели семьи. В среднем домашнее хозяйство ведут 2,32 человек, а средний размер семьи — 2,90 человека.
Население города по возрастному диапазону по данным переписи 2010 года распределилось следующим образом: 20,1 % — жители младше 18 лет, 4,2 % — между 18 и 21 годами, 59,3 % — от 21 до 65 лет и 16,4 % — в возрасте 65 лет и старше. Средний возраст населения — 40,1 года.
В 2014 году медианный доход на семью оценивался в 37 240 $, на домашнее хозяйство — в 28 500 $. Доход на душу населения — 18 628 $.
Динамика численности населения:
|  |